# Vörös-kővár
A Vörös-kővár a Budai-hegység egyik kisebb magaslata Budapest II. kerületének északkeleti részén, a Hármashatár-hegy tömbjében; annak egyik alacsony előhegye nyugati-délnyugati irányból. Mint hegy, nem különösebben jelentős, ugyanakkor népszerű starthely sárkányrepülősök, illetve az utóbbi évtizedekben siklóernyősök körében; értékes élővilággal rendelkezik, ami miatt egy tanösvény is létesült a területén; ráadásul a szinte fátlan csúcsa remek körpanorámát kínál a teljes Pesthidegkúti-medencére és az azt övező hegyekre.

## Leírása
Alapkőzete a Hármashatár-hegy egészéhez hasonlóan elsősorban felső triász kori fődolomit, amire a későbbi földtörténeti korokban hárshegyi homokkő települt, ez utóbbi kőzetformáció itt sűrűn bukkan a felszínre; jellegzetes vöröses színe után kapta a nevét is a hegy. A hármashatárhegyi repülőtér közvetlen északi szomszédságában található, szinte fátlan – főleg sziklagyep, szórványosan karsztbokorerdő jellegű növénytakaróval borított – magaslat mindezidáig szerencsésen elkerülte a parcellázást és beépítést is, amiben biztosan része van annak is, hogy már 1978 óta természetvédelmi oltalom alatt áll, mint a Budai Tájvédelmi Körzet része.

## Fekvése
Csúcsa nyugat-délnyugati irányban emelkedik a Hármashatár-hegy csúcsától; tömbje a II. kerületi Kővár városrészhez tartozik. A csúcsa felől a legmeredekebb lejtői délnyugat felé indulnak, míg észak vagy kelet felől szinte csak egy hegyorrnak hat a környező, jóval magasabb hegyekhez viszonyítva.

## Megközelítése
Fővárosi közösségi közlekedéssel könnyen elérhető hosszabb-rövidebb sétával, célszerűen Hűvösvölgy közös villamos- és buszvégállomása felől, vagy az 57-es, illetve 64-es buszcsalád onnan induló járataival. A buszokról a Kossuth Lajos utca, a Kölcsey utca és a Mikszáth Kálmán utca megállóhelyeknél is leszállhatunk, mindhárom megállótól hasonló hosszúságú sétával érhető el a terület.

## Élővilág
Az itteni élővilág talán legértékesebb faja a kaszpi haragossikló (Dolichophis caspius), melynek viszonylag stabil állománya él e területen. Gyakran megfigyelhetők itt a gyakoribb gyíkok, elsősorban a zöld gyík (Lacerta viridis), de előfordul a területen az ürge (Spermophilus citellus) is – mindkét utóbbi a haragossiklók fontos táplálékállata. Ritkán, de megfigyelhető itt a kígyászölyv (Circaetus gallicus) is, mely e nagyra (néha akár két méteresre is) megnövő siklók szinte egyetlen természetes ellensége.
A terület ritka, értékes növényfaja a vajszínű atracél (Anchusa ochroleuca).
Az itteni haragossikló-állomány létének és megóvásának fontosságára hivatott felhívni a figyelmet az a tanösvény, amely részben Jane Goodall ismert etológus és természetvédő kezdeményezésére, személyes részvételével és a nevét viselő Jane Goodall Intézet (továbbá a kerületi önkormányzat, a Magyar Nemzeti Vagyonkezelő, a Magyar Madártani és Természetvédelmi Egyesület és a Duna–Ipoly Nemzeti Park, illetve cégek és magánszemélyek) anyagi hozzájárulásával jött létre, 2016 és 2018 között. A mintegy 800 méter hosszú, s az átadása óta a brit kutatónő nevét viselő sétaút a Kővári és az Aradi utcák keresztezése mellett található parkolótól indul és 6 állomásának ismertető táblái révén mutatja be a környék élővilágának érdekességeit, angol és magyar nyelven.